# Clariana de Cardener
Clariana de Cardener (em catalão e oficialmente) ou Clariana é um município da Espanha na comarca do Solsonès, província de Lérida, comunidade autónoma da Catalunha. Tem 40,8 km² de área e em 2021 tinha 158 habitantes (densidade: 3,9 hab./km²).

## Demografia
| Variação demográfica do município entre 1991 e 2004 [carece de fontes?] | Variação demográfica do município entre 1991 e 2004 [carece de fontes?] | Variação demográfica do município entre 1991 e 2004 [carece de fontes?] | Variação demográfica do município entre 1991 e 2004 [carece de fontes?] |
| ----------------------------------------------------------------------- | ----------------------------------------------------------------------- | ----------------------------------------------------------------------- | ----------------------------------------------------------------------- |
| 1991                                                                    | 1996                                                                    | 2001                                                                    | 2004                                                                    |
| 146                                                                     | 148                                                                     | 151                                                                     | 153                                                                     |